# László Varga (homme politique, 1979)
Pour les articles homonymes, voir László Varga.
Dans le nom hongrois Varga László, le nom de famille précède le prénom, mais cet article utilise l’ordre habituel en français László Varga, où le prénom précède le nom.
 (novembre 2017).
Si vous disposez d'ouvrages ou d'articles de référence ou si vous connaissez des sites web de qualité traitant du thème abordé ici, merci de compléter l'article en donnant les références utiles à sa vérifiabilité et en les liant à la section « Notes et références ».
László Varga, né le 1er septembre 1979 à Miskolc, est une personnalité politique hongroise, député à l'Assemblée hongroise (deuxième circonscription de Borsod-Abaúj-Zemplén), membre du groupe MSzP.